# ليو وليامز (موسيقي)
ليو وليامز (بالإنجليزية: Lew Williams)‏ هو موسيقي ومغني ومغن مؤلف أمريكي، ولد في 12 يناير 1934.

## وصلات خارجية
- ليو وليامز على موقع ميوزك برينز (الإنجليزية)
- ليو وليامز على موقع أول ميوزيك (الإنجليزية)
- ليو وليامز على موقع ديسكوغز (الإنجليزية)